# Бакалов, Георги
Георгий Иванов Бакалов (болг. Георги Иванов Бакалов; 27 ноября 1873, Стара-Загора — 14 июля 1939, София) — болгарский публицист, историк, член-корреспондент АН СССР (с 1932 года). С 1891 — член Болгарской социал-демократической партии. Переводил тексты различных идеологов марксизма и коммунизма. Опубликовал два письма Фридриха Энгельса болгарским социалистам в частности Христиану Раковскому.
В 1905—1920 годах относился к группе анархо-либералов, с 1920 года — член Болгарской компартии. В 1925 году эмигрировал в Советский Союз. Был избран членом-корреспондентом АН СССР. В 1932 году вернулся в Болгарию; основал и редактировал журналы «Звезда», «Новая литература», «Мисъл».
С произведениями Тараса Шевченко познакомился в студенческие годы, знал наизусть несколько его стихотворений. Под их впечатлением написал стихотворение «Мои песни» (напечатано в 1894 году в газете «Работнически Другар»). Автор острой публицистической статье «Пан Ст. Чилингиров и „дух“ Шевченка» в журнале «Звезда» (1934 год, книга 16), в которой разоблачал реакционную сущность выступлений некоторых болгарских литераторов.
Принимал активное участие в подготовке к празднованию 125-летия со дня рождения Тараса Шевченко. В феврале 1939 года обратился с письмом к международной комиссии при Союзе советских писателей, в котором просил прислать в Болгарию произведения Тараса Шевченко и литературно-критические материалы о его жизни и творчестве. Является также одним из авторов направленного в Москву коллективного письма, посвященного 125-летию со дня рождения украинского поэта, в котором говорилось о влиянии Тараса Шевченко на болгарскую литературу второй половины XIX века. В выступлении 25 мая 1939 года на приеме в советском посольстве в Болгарии по случаю Шевченковского юбилея подчеркнул важное значение русской и украинской литературы, в частности творчества украинского поэта для развития всей демократической культуры Болгарии.
Также Георги направил статью «Шевченко и российская демократия» (газета «Заря», 22 мая 1939) против националистического толкования творчества Тараса Шевченко.
Переводил произведения классиков мировой литературы: Эсхила, Софокла, Еврипида, Шекспира, Мольера, Шиллера, Готфрида Лессинга, Бальзака, Байрона, Доде, Грибоедова, Гоголя, Л. Толстого, Тургенева, Некрасова. Написал исследования о болгарских национальных героях: Паиссии Хилендарском, Георгии Раковском, Василе Левском, Христо Ботеве.